# Grêne
Pour les articles ayant des titres homophones, voir Graine (homonymie).
La Grêne, souvent orthographiée la Graine (en particulier en Haute-Vienne), est une rivière française de la Haute-Vienne et de la Charente, affluent de la Vienne, donc un sous-affluent de la Loire.

## Géographie

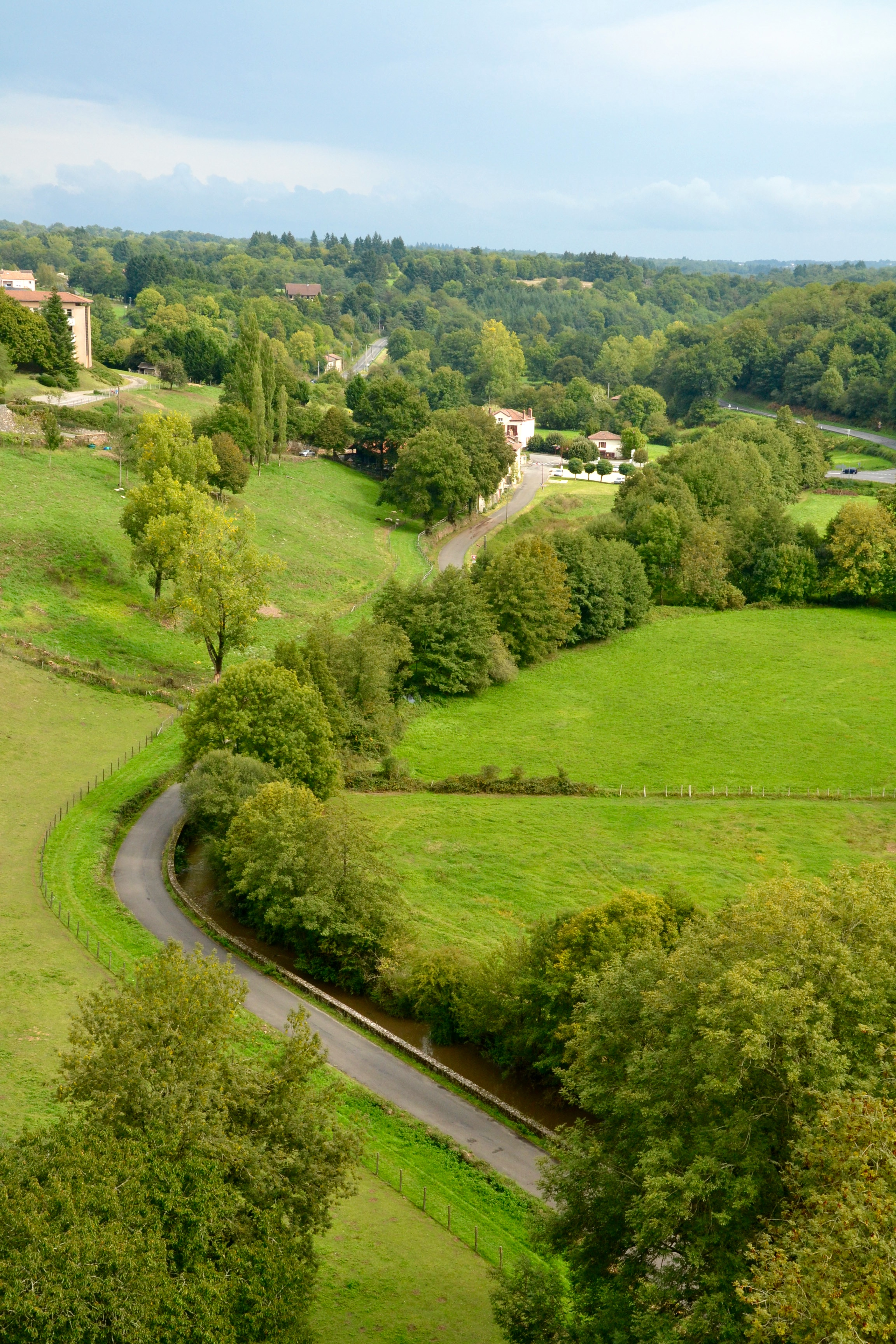
La vallée de la Graine à Rochechouart.

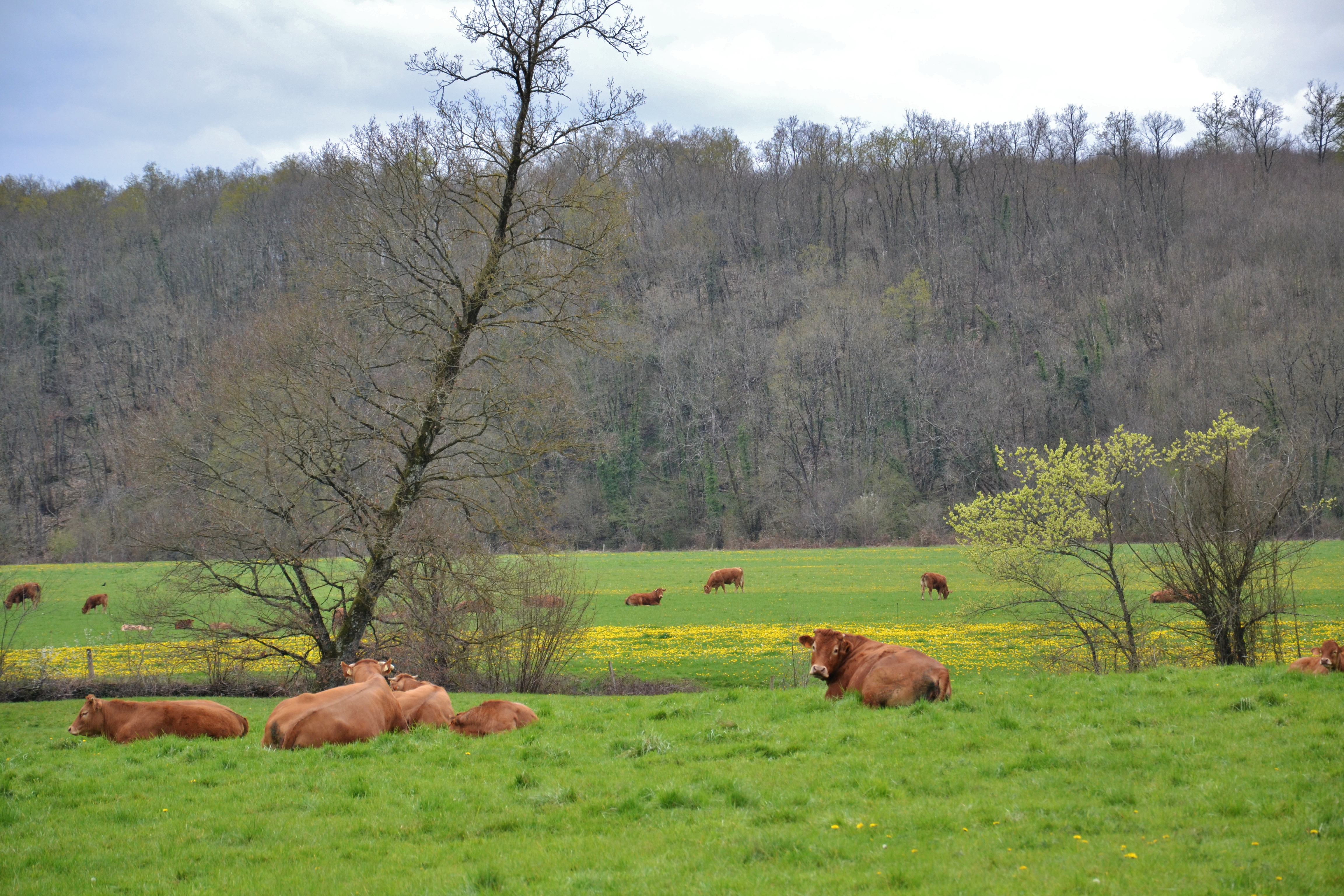
Les rives de la Grêne près de Chabanais.

D'une longueur de 26,6 kilomètres et née au nord d'Oradour-sur-Vayres, elle traverse Rochechouart où elle s'enrichit des eaux de la Vayres. Passée en Charente, elle arrose Chassenon et Grenord, avant de se jeter dans la Vienne à Chabanais.

## Hydronymie
L'origine de son nom pourrait provenir de Grannus, dieu gaulois romanisé des eaux thermales, la rivière passant à proximité des thermes de Chassenon.

## Communes et cantons traversés
Dans les deux départements de Charente et de la Haute-Vienne, la Graine traverse sept communes :
- Chassenon, Pressignac, Rochechouart, Saint-Auvent, Vayres, Chabanais, Oradour-sur-Vayres.

## Affluents
La Grêne a sept affluents référencés dont :
- La Vayres, 14,2 km sur trois communes avec trois affluents
- La Judie, 6,1 km sur les quatre communes de Chassenon, Pressignac, Rochechouart et Vayres sans affluent référencé.
- Le Got du Ris, 4 km sur les trois communes de Chassenon, Pressignac, et Chabanais sans affluent référencé.

## Hydrologie
La Grêne traverse une seule zone hydrographique, La Grêne & ses affluents (L093), d'une superficie de 138 km2.